# 10735 Seine
10735 Seine (tên chỉ định: 1988 CF6) là một tiểu hành tinh vành đai chính. Nó được phát hiện bởi Eric Walter Elst ở Đài thiên văn La Silla ở Chile ngày 15 tháng 2 năm 1988. Nó được đặt theo tên Seine river.